# Россі
Ро́ссі (італ. Rossi) — поширене італійське прізвище. Походить з північної Італії. Завдяки італійській міграції поширилось у всьому світі, насамперед в США, Франції, Аргентині, Бразилії, Чилі, Уругваї та ін. країнах.

## Походження
Rossi — є формою множини від італійського прикметника Rosso (червоний, рудий). З приводу походження призвища існують декілька теорій. Перша з них посилається на можливое походження від мешканців єврейського гетто Давнього Риму, котрі в середньовіччя мусили носити червоні капелюхи.
Інше етимологічне пояснення походить від давньогрецького слова Ρώσος Rōsos — «руський». Звідки можливо первісні носії призвища були «руськими» або «руссю» (варягами, русинами або росіянами)
Остання теорія посилається на можливе походження призвища від «рудоволосих» — від призвиська Rosso (рудий).

## Відомі носії
- Агустін Россі — аргентинський футболіст
- Алессандро Россі (італ. Alessandro Rossi; нар. 1967) — політичний та державний діяч Сан-Марино.
- Гаетано Россі (італ. нар.; 1774—1855) — італійський лібреттист.
- Валентіно Россі (італ. Valentino Rossi; нар. 1979) — італійський мотогонщик.
- Ґраціано Россі (італ. Graziano Rossi; нар. 1954) — італійський мотогонщик, батько Валентіно Россі.
- Даніеле Де Россі (італ. Daniele De Rossi; нар. 1983) — італійський футболіст.
- Джованні Батіста де Россі[en] (італ. Giovanni Battista de Rossi; 1822—1894) — італійський християнський археолог і епіграфік.
- Джузеппе Россі (італ. Giuseppe Rossi; нар. 1987) — італійський футболіст, нападник.
- Жан-Баптіст Россі (фр. Jean-Baptiste Rousseau; 1931—2003) — французький письменник, сценарист, перекладач.
- Карл Россі (італ. Carlo di Giovanni Rossi; 1775—1849) — італійсько-російський архітектор-класик.
- Клаудія Россі (справжнє ім'я Вероніка Козікова; нар. 1983) — словацька порноакторка.
- Луіджі Россі[en] (італ. Luigi Rossi; 1598—1653) — італійський композитор раннього бароко.
- Марко Россі (італ. Marco Rossi; нар. 1964) — італійський футболіст і футбольний тренер, зокрема відомий роботою зі збірною Угорщини.
- Паоло Россі (італ. Paolo Rossi; нар. 1956) — італійський футболіст.
- Фаусто Россі (італ. Fausto Rossi; нар. 1990) — італійський футболіст, півзахисник.